# Kaiser-Wilhelm-Institut für Züchtungsforschung

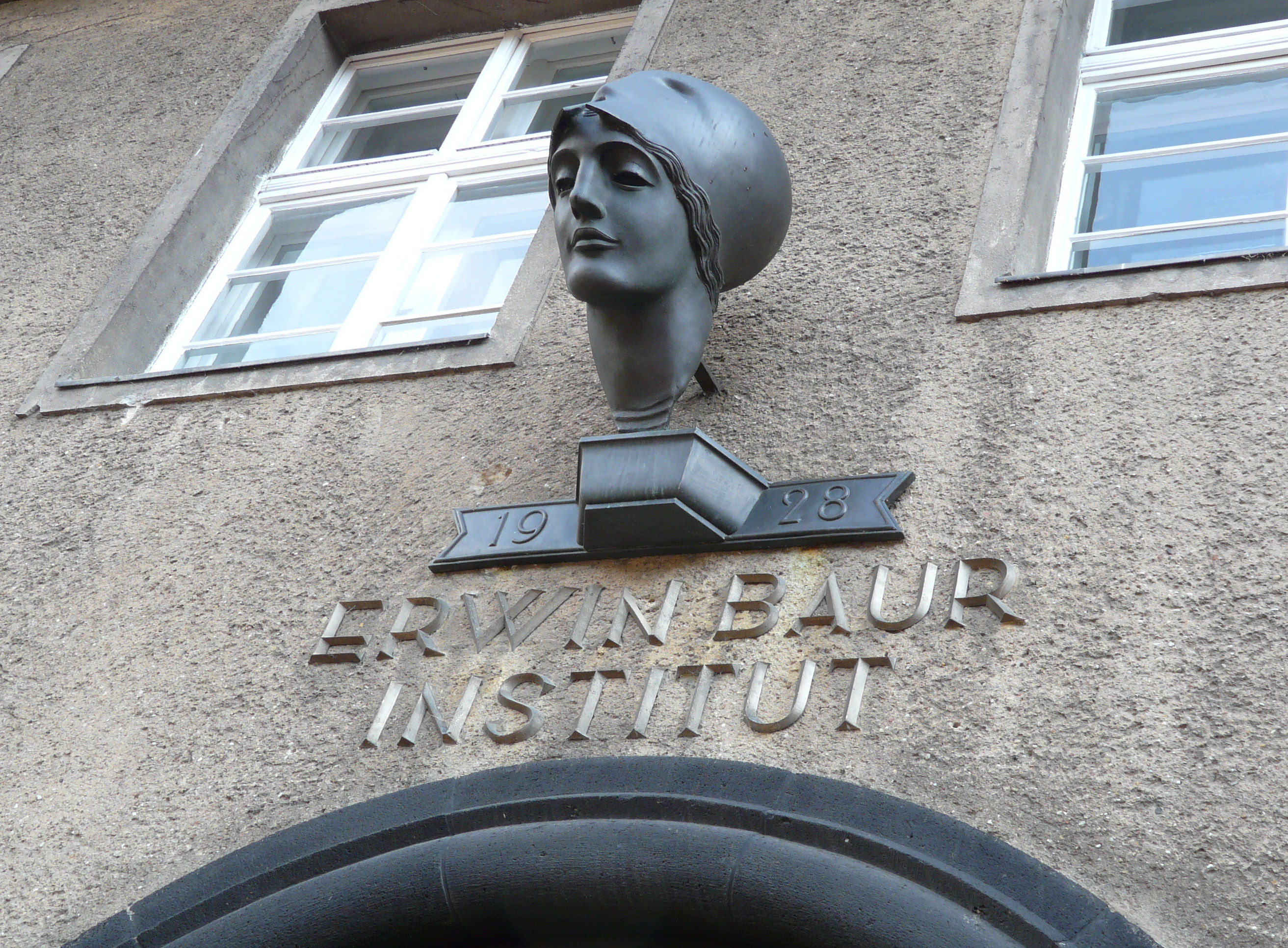
Institutsname über dem Eingang des ehemaligen Hauptgebäudes des Kaiser-Wilhelm-Instituts für Züchtungsforschung

Das Kaiser-Wilhelm-Institut für Züchtungsforschung wurde im Jahr 1928 durch die Kaiser-Wilhelm-Gesellschaft zur Förderung der Wissenschaften in Müncheberg gegründet. Die Aufgabe des Instituts lag vor allem in der praktisch relevanten und verwertungsorientierten Forschung auf dem Gebiet der Kulturpflanzenzucht; ein Schwerpunkt lag auf dem Gebiet der obstbaulichen Forschung und Sortenzüchtung. Nach dem Zweiten Weltkrieg wurde ein Teil des Instituts in die westliche Besatzungszone verlagert und dort schließlich als Max-Planck-Institut für Züchtungsforschung, heute Max-Planck-Institut für Pflanzenzüchtungsforschung weitergeführt. In der DDR ging aus dem Institut die Zentralforschungsanstalt für Pflanzenzucht hervor.

## Geschichte des Instituts

### Gründung
Den Anstoß für die Gründung eines Kaiser-Wilhelm-Instituts für Züchtungsforschung erfolgte durch den Genetiker Erwin Baur.
Die Idee wurde durch die Reichsarbeitsgemeinschaft für Obstzüchtung unterstützt, die in einem spezialisierten Züchtungsinstitut eine Möglichkeit sah, die deutsche Landwirtschaft zu stärken.
1927 wurde der Beschluss zur Gründung des Instituts gefasst, die offizielle Gründung erfolgte am 29. September 1928. Das Institut für Züchtungsforschung war das erste von der Kaiser-Wilhelm-Gesellschaft selbst gegründete Institut auf dem Gebiet der Agrarforschung. Das 1922 durch die Gesellschaft übernommene Entomologische Institut in Berlin-Dahlem, das land- und forstwirtschaftliche Schädlinge erforschte, war bereits 1886 als Entomologisches Nationalmuseum gegründet worden. Am Institut für Züchtungsforschung sollten dabei vor allem praktisch relevante und verwertungsorientierte Forschungsfragen bearbeitet werden, die für die privatwirtschaftliche, kommerzielle Pflanzenzüchtung zu aufwendig und langwierig waren. Wichtige Ziele waren dabei die Ertragssteigerung von Nutzpflanzen und die Entwicklung neuer, gegenüber Erkrankungen und ungünstigen klimatischen Verhältnissen widerstandsfähiger Sorten.

### Standortwahl
Während der vorhergehenden Jahrhunderte hatten in regelmäßigen Abständen besonders strenge Winter große Schäden im Obstbau durch Starkfröste verursacht. Dabei kam es in einzelnen besonders strengen Wintern zum Absterben von jeweils mehreren Millionen Obstbäumen. Der wirtschaftliche Schaden betraf dabei nicht nur den Verlust der Bäume, sondern auch den mehrjährigen Ernteausfall in den Folgejahren, bis neu angepflanzte Bäume erste größere Erträge zeigten. Ein wesentlicher Schwerpunkt der Obstzüchtung lag deshalb zu Beginn des 20. Jahrhunderts auf der Selektion besonders frostresistenter Sorten. Während robuste Landrassen oft eine gute Widerstandsfähigkeit gegenüber Frosteinwirkungen zeigten, ihre Früchte aber qualitativ nicht als Tafelobst geeignet waren, wiesen die edleren, meist aus Frankreich oder England importierten Tafelobstsorten eine hohe Empfindlichkeit gegenüber Frösten auf. Um den heimischen Obstbau mit hochwertigen und widerstandsfähigen Obstsorten zu versorgen, sollten an dem neuen Institut gezielte Züchtungsprogramme durchgeführt werden.
Da die extremen Schadwinter aber nur alle 20 bis 50 Jahre auftreten, wurde für das neu zu gründende Züchtungsinstitut ein möglichst weit östlich und damit dem eurasischen Kontinentalklima möglichst stark ausgesetzter Weiser-Standort gesucht, um die zu selektierenden Pflanzen möglichst häufig für den Obstbau ungünstigen Witterungsverhältnissen, insbesondere im Winter starken Frösten und im Sommer längeren Trockenperioden, auszusetzen und dadurch innerhalb weniger Jahre eine Selektion unter natürlichen Bedingungen durchführen zu können. Ein weiteres Kriterium stellte das Vorhandensein verschiedener Bodentypen auf möglichst engen Raum dar, um den Einfluss der Bodenqualität auf die neugezüchteten Sorten untersuchen zu können. Die Standortwahl fiel schließlich auf Müncheberg, da hier sowohl die klimatischen Bedingungen als auch die Bodenverhältnisse günstig waren und zudem eine gute Infrastrukturelle Anbindung an die Reichshauptstadt Berlin bestand. In Müncheberg betrieb Erwin Baur, der erste Direktor des Instituts zudem bereits seit 1920 dem Brigittenhof, in dessen Nähe ein eigenes Institutsgebäude für das neue Kaiser-Wilhelm-Institut für Züchtungsforschung errichtet wurde.

### Das Institut in der Zeit des Nationalsozialismus und des Zweiten Weltkriegs
In der Zeit des Nationalsozialismus wurde der pflanzenbaulichen Züchtungsforschung ein besonderer Stellenwert zugebilligt, da man sich von ihr einen wichtigen Beitrag zur Ertragssteigerung der deutschen Landwirtschaft und damit zum Erreichen der angestrebten Ernährungsautarkie erhoffte. Bereits 1933 wurde eine Zweigstelle in Klein-Blumenau in Ostpreußen gegründet; 1938 folgte eine weitere Zweigstelle auf dem Rosenhof bei Heidelberg und 1939 eine Zweigniederlassung in Klagenfurt.
Erwin Baur verstarb 1933, die Leitung des Instituts wurde zunächst interimsweise an den NSDAP-konformen Bernhard Husfeld übertragen, der im Frühjahr 1936 durch Wilhelm Rudorf als neuen Institutsdirektor abgelöst wurde. 1938 wurde das Institut zu Ehren seines Gründers Erwin-Baur-Institut genannt. 1942 wurde die bisherige Abteilung für Rebenzüchtung am Kaiser-Wilhelm-Institut für Züchtungsforschung in ein eigenes Institut für Rebenzüchtung umgewandelt, das zunächst aber weiter in Müncheberg angesiedelt blieb. Später wurde es nach Heidelberg auf den Rosenhof verlegt.
Während des Zweiten Weltkriegs wurde der Forschungsbetrieb am Institut stark reduziert, aber nicht vollständig eingestellt. So wurde beispielsweise 1938 unter Richard Werner Böhme eine Abteilung „Spezialkulturen“ gegründet, in der insbesondere den Anbau von Russischem Löwenzahn (Taraxacum kok-saghyz), dessen Wurzeln Naturkautschuk enthalten, untersucht wurde. Für den Anbau der Pflanzen und die Verarbeitung der Wurzeln wurde von der SS eine Außenstelle des KZ Auschwitz, eingerichtet, die Forschungsstation für Pflanzenkautschuk in Rajsko, in der mehrere hundert verschleppte männliche und weibliche Naturwissenschaftler tätig wurden.

### Das Institut in der Zeit nach dem Zweiten Weltkrieg
Im April 1945 gelang es Wilhelm Rudorf kurz vor Kriegsende, große Teile des Inventars und des Züchtungsmaterials nach Norddeutschland zu bringen. Hier führte er das Institut zunächst behelfsmäßig unter der alten Namen Erwin-Baur-Institut auf dem Gut Heitlingen bei Hannover weiter. Bereits ab Ende 1945 wurde Rudorfs Institut auf zwei neue Standorte verlagert, ein Teil wurde nach Voldagsen bei Hameln, ein anderer nach Neustadt am Rübenberge verlegt. 1951 wurde das Institut in die Max-Planck-Gesellschaft integriert und wurde seit dem unter dem Namen Max-Planck-Institut für Züchtungsforschung weitergeführt, der Namenszusatz Erwin-Baur-Institut blieb dabei bis in die 1990er-Jahre bestehen. 1955 siedelte das Institut auf das angepachtete Stadtgut Vogelsang bei Kön über, auf dessen Gelände neue Institutsgebäude errichtet wurden. Die Außenstelle Rosenhof in Ladenburg blieb zunächst an das Institut angegliedert, bis aus ihr 1960 das eigenständiges Max-Planck-Institut für Pflanzengenetik gegründet wurde. 2009 wurde das Kölner Institut schließlich in Max-Planck-Institut für Pflanzenzüchtungsforschung umbenannt.
Auch am ursprünglichen Standort Müncheberg wurde das Institut unter dem Namen Erwin-Baur-Institut weitergeführt. Ab 1946 wurde die obstbauliche Züchtungsforschung in Müncheberg zunächst unter der Sowjetischen Militäradministration, dann in der DDR neu ausgerichtet. Aus dem Kaiser-Wilhelm-Institut für Züchtungsforschung wurde in der DDR die Zentralforschungsanstalt für Pflanzenzucht.
In den 1970er-Jahren erfolgte eine Zentralisierung der Züchtungsforschung der DDR in Dresden Pillnitz, weshalb die Müncheberger Abteilung Obstzüchtung an das Institut für Obstbau an der Akademie der Landwirtschaftswissenschaften der DDR in Dresden-Pillnitz angegliedert wurde, das damit in Institut für Obstforschung umbenannt wurde. In Müncheberg wurde bis zur Wende im Jahr 1989 weiter Züchtungsforschung für die Obstarten Apfel und Kirsche betrieben, für die jedes Jahr mehrere hundert bis tausend Kreuzungen durchgeführt wurden. Außerdem wurden hier die Leistungsprüfungen für die verschiedenen Obstsorten sowie für Gehölzunterlagen durchgeführt.
Mit der Gründung der Bundesanstalt für Züchtungsforschung an Kulturpflanzen (BAZ) in Dresden-Pillnitz im Jahr 1999 wurde die Züchtungsforschung in Müncheberg endgültig aufgegeben und die Station dem Land Brandenburg zugeschrieben. Im Jahr 2013 wurde die Bearbeitung gartenbaulicher Forschungsthemen innerhalb der Abteilung Landwirtschaft eingestellt. Das brandenburgische Ministerium für Infrastruktur und Landwirtschaft übergab die Obstbauversuchsstation Müncheberg an das Leibniz-Zentrum für Agrarlandschaftsforschung (ZALF), in deren Trägerschaft sie sich seitdem befindet.

## Arbeitsschwerpunkte
In dem Institut wurde vor allem auf dem Gebiet der obstbaulichen Forschung gearbeitet, insbesondere die Obstzüchtung war ein wichtiger Forschungsschwerpunkt. Diese wurde zunächst von B. R. Nebel in Müncheberg begonnen. Ab 1929 übernahm Carl Friedrich Rudloff dieses Aufgabengebiet. Nachdem Rudloff 1934 nach Geisenheim berufen worden war, setzte sein Mitarbeiter Martin Schmidt die Arbeiten fort. Nach Schmidts Tod im Jahr 1955 wurde die Obstzüchtung durch Heinz Murawski weitergeführt.
Ein deutlicher Schwerpunkt lag auf der Sorten- und Resistenzzüchtung für die Obstarten Apfel und Pflaume sowie die Unterlagenzüchtung für Kirschen. Dazu wurden in den 1930er Jahren an dem Institut große Sortimentssammlungen von Äpfeln, Birnen, Pfirsichen, Süßkirschen, Aprikosen, Pflaumen und Rebe angelegt. Daneben wurde auch an Neuzüchtungen für Beerenobst und Reben gearbeitet. Bereits im Jahr 1930 wurde am Institut eine eigene Abteilung für Beerenobstzüchtung gegründet, die von F. Gruber geleitet wurde. Nach dem Zweiten Weltkrieg wurde diese mit der Abteilung für Kern- und Steinobstzüchtung zusammengelegt. Zu Beginn der 1960er Jahre wurde die Arbeit mit Strauchbeerenobst allerdings aufgegeben.
Bei der Züchtung von Apfelsorten wurden in den ersten Jahren Kreuzungsversuche zwischen hochwertigen Tafelobstsorten mit besonders frostharten, aber qualitativ weniger wertvollen Lokalsorten durchgeführt. Da die Ergebnisse nicht befriedigten, ging man dazu über, für die weitere Züchtung ausschließlich Kombinationskreuzungen mit qualitativ hochwertigen und ertragreichen Sorten durchzuführen. Wichtige Zuchtziele waren neben der Frosthärte und Krankheitsresistenzen auch die Steigerung der Fruchtqualität, des Ertrages sowie die Eignung für den Anbau auf Niederstammunterlagen.

### Am Institut gezüchtete Obstsorten
Im Laufe seiner Geschichte wurden am Kaiser-Wilhelm-Institut für Züchtungsforschung und den Nachfolgeinstituten der DDR zahlreiche Kern-, Stein- und Beerenobstsorten gezüchtet.

#### Steinkleezüchtungen
Zwischen 1928 und 1933 entwickelte der Pflanzengenetiker Max Ufer (1900–1983) am Institut bitterstofffreie Steinkleepflanzen. Der Forscher wurde im Oktober 1933 von Erwin Baur entlassen, weil er sich nicht von seiner jüdischen Ehefrau scheiden lassen wollte.

#### Apfelzüchtungen des Instituts
- ‘Alkmene’ ('Cox Orangenrenette' x 'Geheimrat Dr. Oldenburg') (1930)

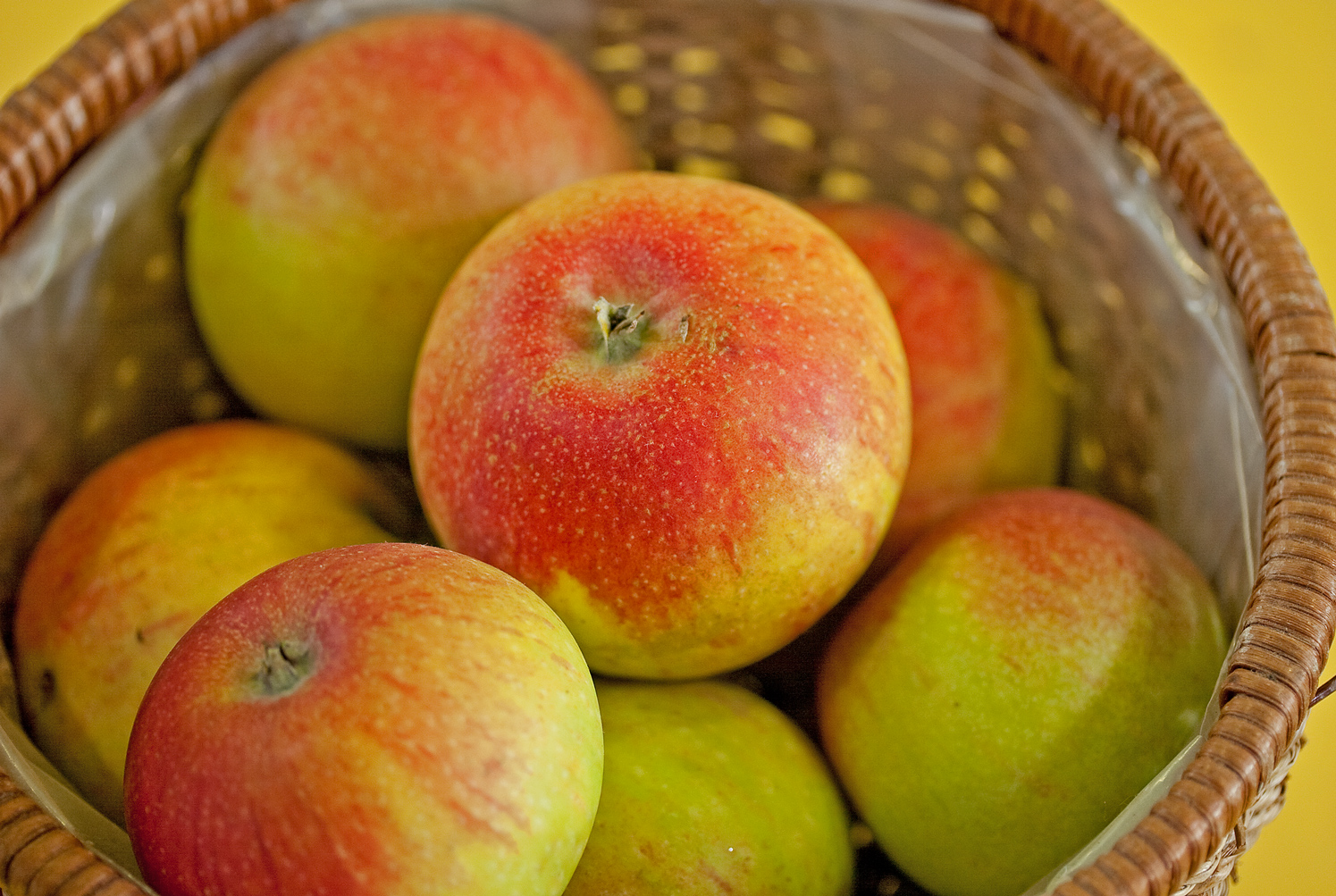
Die weit verbreitete Apfelsorte 'Alkmene' ist eine der ersten Sortenzüchtungen des Instituts Müncheberg

- ‘Auralia’ (‘Cox Cox Orangenrenette’ × ‘Schöner aus Nordhausen’)
- ‘Carola’ (1962)
- ‘Elektra’ (‘Cox Orangenrenette’ × ‘Geheimrat Dr. Oldenburg’)
- 'Herma'
- ‘Erwin Baur’ ('Geheimrat Dr. Oldenburg' x ?)
- 'Olivia'
- 'Undine' (frei aufgeblühter ‘Jonathan’) (um 1930)

#### Pflaumensorten
- 'Julipflaume' (hexaploid)
- 'Certina'
- 'Fertilia'
- 'Anatolia'

#### Erdbeeren
- 'Müncheberger Frühe'
- 'Müncheberger Frühernte'
- 'Brandenburg'

## Bekannte Mitarbeiter

### Direktoren
- Erwin Baur, Institutsdirektor von der Gründung 1928 bis zu seinem Tod im Jahr 1933
- Bernhard Husfeld ab 1933 kommissarisch Institutsdirektor
- Wilhelm Rudorf, Institutsdirektor ab 1936, nach Kriegsende Direktor des bei Hannover wieder aufgebauten Erwin-Baur-Instituts
- Walther Hertzsch – Leiter der Zweigstelle Ostpreußen des Kaiser-Wilhelm-Instituts für Züchtungsforschung, während des Zweiten Weltkriegs Referent für Forschung und landwirtschaftliches Fachschulwesen beim Reichskommissariat Ostland[13]

### Abteilungsleiter und wissenschaftliche Mitarbeiter
- Carl Friedrich Rudloff[14]
- Hermann Kuckuck
- Heinz Brücher – nach seiner Habilitation am Institut beschäftigt, ab 1. November 1943 Leiter des neu errichteten Instituts für Pflanzengenetik des SS-Versuchsgutes in Lannach bei Graz[13]
- Gustaf de Lattin
- Klaus von Rosenstiel
- Georg Müller
- Fanny du Bois-Reymond